# Barbara Edmonds

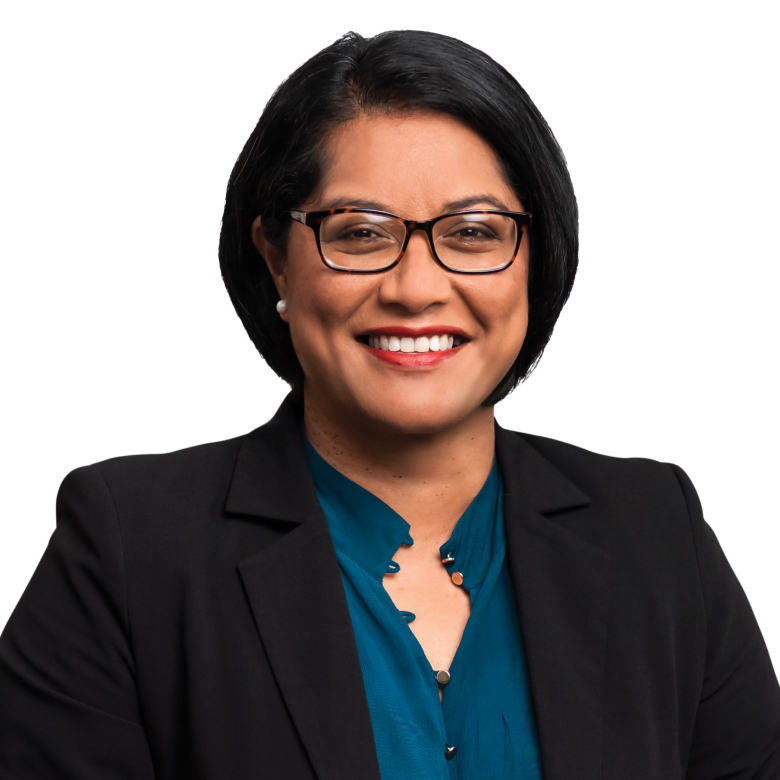
Barbara Edmonds (2023)

Barbara Rachael Fati Palepa Edmonds (* 1981 in North Shore City, North Island, Neuseeland) ist eine neuseeländische Politikerin der New Zealand Labour Party.

## Leben
Edmonds wurde 1981 unter dem Namen Rachael Fati Poe in der früheren selbstständigen Stadt North Shore City, nördlich des Stadtzentrums von Auckland geboren. Den Namen Rachael erhielt sie von ihrem Vater Selani und Palepa war ihre Mutter, die beide 1978 von Samoa nach Neuseeland emigrierten.
Als ihre Mutter an Krebs starb, war Edmonds kurz vor ihrem 5. Geburtstag und an ihrem Geburtstag wurde ihre Mutter zu Grabe getragen. Edmonds bekam den Namen ihrer Mutter übergeben und so war ihr samoanische Name fortan Rachael Fati Palepa. Ihr mittlerer Name Fati, den sie von ihrer Urgroßmutter väterlicherseits bekam, stellt eine Verkürzung des Namens Fatimataaleniuoaana dar und bedeutet übersetzt so viel wie „Hole die grünen Kokosnüsse aus dem Bezirk A'ana“. Ihr Vorname Barbara ist die Übersetzung des samoanischen Namens Palepa und ihren Nachnamen Edmonds übernahm sie mit der Heirat von ihrem Mann Chris Edmonds, der von den Ngāpuhi abstammt.
Sie besuchte das Carmel College in Auckland und studierte anschließend Jura mit Abschluss ebenfalls in Auckland.

## Berufliche Karriere
Nach ihrem Studium arbeitete Edmonds für 18 Monate als IRD revenue advisor, der Öffentlichkeit mehr bekannt als Privatsekretärin für zwei Minister der New Zealand National Party, Michael Woodhouse und dann Judith Collins. Bis zu diesem Zeitpunkt bezeichnete sie sich als eher unpolitisch.

## Politische Karriere
Doch als Ende 2017 die Labour Party die Parlamentswahl gewann, wurde Edmonds Beraterin des Ministers Stuart Nash und damit in die Landespolitik involviert. Ihre Aufgabe wurde mit Vertretern der Parteien New Zealand First und der Green Party of Aotearoa New Zealand zu verhandeln, dass die Vorlagen ihres Ministers ohne große Problem zu Kabinettsvorlagen der Regierung wurden.
Im Jahr 2020 kandidierte Edmonds dann im Wahlkreis Mana für einen Sitz im Neuseeländischen Parlament und gewann mit einem Stimmenanteil von 60,57 % der Wählerstimmen ohne Chance für ihre Mitbewerber. Im Jahr 2023, einem schwachen Wahljahr für Labour, konnte sie sich trotzdem ihren Wiedereinzug als Direktkandidatin sichern.
| Wahljahr | Direktkandidat  | Stimmen | Partei       | Stimmen |
| -------- | --------------- | ------- | ------------ | ------- |
| 2020     | Barbara Edmonds | 60,57 % | Labour Party | 58,17 % |
| 2023     | Barbara Edmonds | 48,56 % | Labour Party | 38,05 % |

### Ministerämter in der Regierung Hipkins
Mit der Regierungsbildung vom 1. Februar 2023 und danach übernahm Edmonds folgende Ministerämter:
| Minister                                       | vom              | bis               |
| ---------------------------------------------- | ---------------- | ----------------- |
| Associate Minister of Health (Pacific Peoples) | 1. Februar 2023  | 24. Juli 2023     |
| Minister of Internal Affairs                   | 1. Februar 2023  | 27. November 2023 |
| Minister for Pacific Peoples                   | 1. Februar 2023  | 27. November 2023 |
| Associate Minister of Housing                  | 1. Februar 2023  | 27. November 2023 |
| Associate Minister for Cyclone Recovery        | 24. Februar 2023 | 27. November 2023 |
| Associate Minister of Immigration              | 20. März 2023    | 12. April 2023    |
| Minister for Economic Development              | 12. April 2023   | 27. November 2023 |
| Minister of Revenue                            | 24. Juli 2023    | 27. November 2023 |
| Associate Minister of Finance                  | 24. Juli 2023    | 27. November 2023 |

Quelle: Department of the Prime Minister and Cabinet u. New Zealand Parliament

## Familie
Barbara Edmonds lebt mit ihrem Mann in Porirua an der Titahi Bay und hat acht Kindern.